# Võ Liêm Sơn
Võ Liêm Sơn (1888 - 1949), hiệu Ngạc Am; là quan triều Nguyễn, nhà giáo, nhà văn, và là một nhà cách mạng Việt Nam.

## Tiểu sử
Ông sinh năm Mậu Tý (1888) tại xã Ngoại Thiên Lộc, tổng Nội Ngoại, huyện Thiên Lộc, phủ Đức Quang, tỉnh Hà Tĩnh (nay là xã Thiên Lộc, huyện Can Lộc, tỉnh Hà Tĩnh).
Xuất thân trong một gia đình nho học có truyền thống yêu nước lâu đời. Thân phụ ông trước từng tham gia phong trào Cần Vương đánh Pháp. Năm 1903, khi ở Huế cùng với cha, ông kết bạn với các cậu ấm Phan Kế Toại (con Tuần phủ Phan Kế Tiến), Bùi Kỷ (con Tiến sĩ Bùi Thức), Nguyễn Tất Thành (con Thừa biện Nguyễn Sinh Sắc),...

### Đi học, làm quan triều Nguyễn
Từ nhỏ, Võ Liêm Sơn học chữ Hán, rồi học tiếp chữ Pháp. Năm 1911, ông đỗ bằng Thành Chung ở trường Quốc học Huế. Khi ấy, ông 23 tuổi, được bổ làm Giáo học ở đạo Ninh Thuận. Năm sau (1912), ông đỗ Cử nhân Hán học khoa Nhâm Tý ở trường thi Quy Nhơn.
Sau một thời gian học hậu bổ, ông được bổ Tri huyện Duy Xuyên (Quảng Nam). Nhưng chưa đầy một năm, vì không khuất phục viên Chủ thương chánh Pháp, nên ông bị bãi chức, chuyển về Huế làm Thừa biện. Ở đây, ông bắt đầu đọc sách của Khang Hữu Vi, Lương Khải Siêu, và tích cực ủng hộ phong trào Duy Tân năm 1908.
Năm 1915, ông được bổ làm Giáo thụ rồi Kiểm học ở Phú Yên.
Năm 1919, chế độ học quan của triều Nguyễn bị bỏ, ông ra Huế dạy Hán văn và Việt văn ở trường Quốc học.
Cuối năm 1925, chí sĩ Phan Bội Châu bị quân Pháp bắt đưa về giam lỏng ở Huế. Để có chỗ ở cho nhà yêu nước ấy, Võ Liêm Sơn đã dùng số tiền 2.000 đồng do đồng bào quyên góp mua một mảnh vườn trên dốc Bến Ngự để dựng ngôi nhà tranh cho cụ Phan, và một sở đất thứ 2 nằm gần đàn Nam Giao (sau này là nghĩa trang Phan Bội Châu).

### Hoạt động cách mạng
Năm 1926, ông gia nhập Tân Việt Cách mệnh Đảng (gọi tắt là Đảng Tân Việt), và nhà ông trở thành nơi đi lại và hội họp của các đảng viên.
Năm 1928, Đào Duy Anh sáng lập Quan Hải tùng thư ở Huế, để xuất bản những tập sách phổ biến tư tưởng khoa học và duy vật lịch sử. Theo tài liệu thì việc sáng lập này có sự cộng tác của Võ Liêm Sơn.
Năm 1930, ông và người con trai đầu là Võ Bỉnh Sơn bị quân Pháp bắt và đưa về giam ở nhà lao Hà Tĩnh gần một năm. Sau khi ra tù, ông về quê vợ ở Ninh Thuận sống ẩn dật, và chuyên tâm sáng tác văn học. Khâm sứ Trung Kỳ Y-vơ Sa-ten (Yvé Châtel) đã nhiều lần mua chuộc nhưng ông không chịu ra làm quan. 
Từ năm 1944, ông bí mật tham gia Mặt trận Việt Minh.
Năm 1934, ông sáng lập Tân Văn nghệ Tùng thư nhưng mới xuất bản được 2 cuốn sách thì bị khám nhà và bị bắt giam.
Sau Cách mạng tháng Tám (1945), ông về quê nhà, tham gia công tác kháng chiến tại Hà Tĩnh.
Năm 1947, Võ Liêm Sơn được chính phủ Việt Nam Dân chủ Cộng hòa bổ nhiệm làm Trưởng ban tuyên truyền kháng chiến, Ủy viên Ủy ban kháng chiến hành chính đồng thời được cử làm Chủ tịch Mặt trận Liên việt Hà Tĩnh.
Năm 1948, ông được bổ nhiệm làm Uỷ viên Ủy ban kháng chiến hành chính Liên khu IV; và trong Đại hội mặt trận Liên việt liên khu, ông được bầu làm Chủ tịch. Cũng trong năm ấy, tại Hội nghị văn hóa toàn quốc tổ chức ở Việt Bắc, ông được tiếp kiến Chủ tịch Hồ Chí Minh, và được vị Chủ tịch này tặng thơ.
Võ Liêm Sơn mất ngày 22 tháng 12 năm 1949 (Kỷ Sửu), thọ 61 tuổi.

## Tác phẩm
Các tác phẩm của Võ Liệm Sơn đã xuất bản:
- Hài văn (tập văn chính trị) châm biếm chế độ thực dân, 1929
- Đông Tây văn hóa phê bình (dịch thuật, 1929)
- Cô lâu mộng (Giấc mộng xương khô, truyện dài, 1934)
- Ngắm non Hồng (tập thơ, 1957)

## Nhận xét
Nhận xét sơ lược về Võ Liêm Sơn, trên báo Hà Tĩnh online có đoạn viết: 
Ông là một "nhà chí sĩ cách mạng đủ dũng khí từ bỏ chức vị, lợi quyền, sẵn sàng chấp nhận tù tội vì dân, vì nước. Cái gốc nhân văn trong phẩm chất của ông được nhân dân kính mến, được Bác Hồ quý trọng. Trần Phú, Hà Huy Tập, Võ Nguyên Giáp, v.v...đều là những học trò xuất sắc của ông" .
GS. Vũ Ngọc Khánh cũng có đoạn viết về ông:
"Là một nhà nho, có vốn Tây học, ông chống văn chương cử nghiệp, bởi muốn làm văn giúp đời. Việc đi dạy học của ông cũng thế...Ông đi dạy học là để chiến đấu, để dìu dắt con em mình ra chiến đấu. Ông được người đời quý trọng về tư cách..., vì ông đã làm rõ được những điều ấy.
..."Sách của ông đã bị Pháp cấm lưu hành, tàng trữ. Cũng may đây đó, tôi được nghe kể cho đôi chi tiết của "Cô lâu mộng", đọc cho chép một đôi bài thơ hài....Sau này, tôi mới đọc nhiều thơ của ông trong tập "Ngắm non hồng". Trong đó, cái cười của ông là nụ cười trí tuệ. Không mỉa mai chua chát như Nguyễn Khuyến, không khích động mà nghẹn ngào như Tú Xương, không công khai khinh miệt như Phan Điện, mà vẫn khiến ta phải mỉm miệng để đau buồn...

## Thông tin liên quan

### Được Hồ Chủ tịch tặng thơ
Đầu năm 1948, cụ Võ Liêm Sơn được Chủ tịch Hồ Chí Minh mời ra Việt Bắc. Sau khi gặp gỡ, chuyện trò, ông được Hồ Chủ tịch tặng bài thơ dưới đây:
| Tặng Võ công Thiên lý công tầm ngã, Bách cảm nhất ngôn trung. Sự dân nguyện tận hiếu Sự quốc nguyện tận trung. Công lai ngã hân hỉ, Công khứ ngã tư công. Tặng Công chỉ nhất cú: Kháng chiến tất thành công. | Bản dịch: Tặng cụ Võ Liêm Sơn Ngàn dặm cụ tìm đến, Một lời trăm cảm thông, Thờ dân tròn đạo hiếu, Thờ nước vẹn lòng trung. Cụ đến tôi mừng rỡ, Cụ đi tôi nhớ nhung. Một câu xin tặng cụ: Kháng chiến ắt thành công. |

### Được đặt tên đường
Theo Dư địa chí Thừa Thiên Huế, thì tên Võ Liêm Sơn đã được dùng để đặt cho con đường ở khu vực phường Trường An, thành phố Huế.